# Theobroma angustifolium
El cacao silvestre, y también conocido como cacao de mono, cacao de montaña o cushta (Theobroma angustifolium ) es un árbol del género Theobroma. La producción de este árbol se centra en Guatemala. Y también es cultivado en El Salvador. Su parecido con el cacao (Theobroma cacao) hace que en algunas ocasiones se emplee como substituto adulterante del mismo (junto con la Theobroma bicolor) mezclando las granas durante la fase de fermentación.

## Descripción
Son árboles que alcanza un tamaño de 8–26 m de alto. Hojas oblongo-lanceoladas, de 14–21 cm de largo y 5–6.5 cm de ancho, abruptamente acuminadas, acumen de 1–2 cm de largo, base algo asimétrica, haz glabra, envés heterótrico, nervios principal, secundarios y terciarios con tricomas amarillentos dispersos, el resto cubierto de tricomas más pequeños, cenicientos. Inflorescencias paucifloras axilares, generalmente bifloras; lámina de los pétalos largamente espatulada, glabra, amarilla; estambres 15, en 5 haces 3-anteríferos; estaminodios erectos, obovados, tan largos como los pétalos, glabros. Fruto abayado, oblongo-elipsoidal u ovoide-elipsoidal, 10–18 cm de largo y 6–9 cm de ancho, 5-acostillado en la base, tuberculado.

## Taxonomía
Theobroma angustifolium fue descrita por Sessé & Moc. ex DC. y publicado en Prodromus Systematis Naturalis Regni Vegetabilis 1: 484. 1824.
Etimología
Theobroma: nombre genérico que deriva de las palabras griegas:  θεός teos = "dios" + βρώμα broma = "alimento" que significa "alimento de los dioses".
angustifolium: epíteto latíno que significa "con las hojas estrechas".